# Kortschildkeverwants
De kortschildkeverwants (Pterotmetus staphyliniformis) is een wants uit de onderfamilie Rhyparochrominae en uit de familie bodemwantsen (Lygaeidae).
De onderfamilie Rhyparochrominae wordt ook weleens als een zelfstandige familie Rhyparochromidae gezien in een superfamilie Lygaeoidea. Lygaeidae is conform de indeling van bijvoorbeeld het Nederlands Soortenregister.

## Uiterlijk
De kortschildkeverwants is 4,7 - 5,8 mm lang. Het is een slanke, glanzend zwarte bodemwants met opvallend rode voorvleugels. Meestal is hij kortvleugelig (brachypteer). Maar ze kunnen ook langvleugelig (macropteer) zijn. Dat zijn dan vaak vrouwtjes. Op het membraan (doorzichtig deel) van de voorvleugels zit aan het begin een witte vlek

## Verspreiding en habitat
De soort is Palearctisch verspreid en komt voor in Europa, China, Centraal-Azië en Siberië. In Europa ontbreekt hij in het uiterste westen en in het zuiden.
Hij heeft een voorkeur open, droge, warme leefgebieden eventueel met lichte schaduw. Vaak met struikhei (Calluna) als begroeiing.

## Leefwijze
Deze wantsen voeden zich met op de grond liggende zaden en met aan de planten rijpende zaden. De imago’s overwinteren en paren van april tot begin mei, waarna er in juli eieren op de bodem worden gelegd. De volwassen wantsen van de nieuwe generatie verschijnen op zijn vroegst vanaf midden juli, maar meestal vanaf augustus.